# American Journal of Epidemiology
L'American Journal of Epidemiology est une revue scientifique à comité de lecture consacrée à l'épidémiologie.